# FK Rakytovce
FK Rakytovce (celým názvem: Futbalový klub Rakytovce) je slovenský fotbalový klub, který sídlí v banskobystrické městské části Rakytovce. Založen byl v roce 1986 pod názvem TJ STS Rakytovce. Od sezóny 2018/19 působí ve třetí lize Stredoslovenského futbalového zväzu
Své domácí zápasy odehrává na stadionu Rakytovce s kapacitou 1 500 diváků.

## Historické názvy
Zdroj: 
- 1986 – TJ STS Rakytovce (Telovýchovná jednota Strojná a traktorová stanica Rakytovce)
- 1992 – ŠK Kvasna Rakytovce (Športový klub Kvasna Rakytovce)
- 1995 – ŠK Stapex Rakytovce (Športový klub Stapex Rakytovce)
- 1997 – FK Rakytovce 85 (Futbalový klub Rakytovce 85)
- 2009 – MFK Banská Bystrica (Mestský futbalový klub Banská Bystrica)
- 2013 – FK Rakytovce (Futbalový klub Rakytovce)

## Umístění v jednotlivých sezonách
Stručný přehled
Zdroj: 
- 1999–2000: 4. liga SsFZ – sk. Jih
- 2000–2004: 3. liga – sk. Střed
- 2009–2010: 3. liga – sk. Východ
- 2010–2011: 3. liga SsFZ
- 2011–2014: 4. liga SsFZ
- 2014–2015: 3. liga – sk. Střed
- 2015–2016: 5. liga SsFZ – sk. C
- 2016–2018: 4. liga SsFZ – sk. Jih
- 2019–2021: 3. liga SsFZ

Jednotlivé ročníky
Zdroj: 
Legenda: Z – zápasy, V – výhry, R – remízy, P – porážky, VG – vstřelené góly, OG – obdržené góly, +/− – rozdíl skóre, B – body, červené podbarvení – sestup, zelené podbarvení – postup, fialové podbarvení – reorganizace, změna skupiny či soutěže
| Slovensko (1999–) |                        |        |    |    |   |    |    |    |     |    |        |
| Sezóny            | Liga                   | Úroveň | Z  | V  | R | P  | VG | OG | +/− | B  | Pozice |
| 1999/00           | 4. liga SsFZ – sk. Jih | 4      | 26 | 17 | 6 | 3  | 73 | 24 | +49 | 57 | 1.     |
| 2000/01           | 3. liga – sk. Střed    | 3      | 30 | 12 | 8 | 10 | 47 | 46 | +1  | 44 | 7.     |
| 2001/02           | 3. liga – sk. Střed    | 3      | 29 | 13 | 3 | 13 | 44 | 46 | −2  | 42 | 7.     |
| 2002/03           | 3. liga – sk. Střed    | 3      | 30 | 10 | 4 | 16 | 43 | 60 | −17 | 34 | 12.    |
| 2003/04           | 3. liga – sk. Střed    | 3      | 29 | 14 | 7 | 8  | 51 | 42 | +9  | 49 | 5.     |
| …                 |                        |        |    |    |   |    |    |    |     |    |        |
| 2009/10           | 2. liga – sk. Východ   | 3      | 30 | 5  | 9 | 16 | 31 | 58 | −27 | 24 | 15.    |
| 2010/11           | 3. liga SsFZ           | 4      | 30 | 23 | 4 | 3  | 60 | 17 | +43 | 73 | 1.     |
| 2011/12           | 4. liga SsFZ           | 4      | 30 | 13 | 5 | 12 | 58 | 50 | +8  | 44 | 9.     |
| 2012/13           | 4. liga SsFZ           | 4      | 30 | 10 | 6 | 14 | 38 | 56 | −18 | 36 | 11.    |
| 2013/14           | 4. liga SsFZ           | 4      | 30 | 14 | 4 | 12 | 52 | 46 | +6  | 46 | 6.     |
| 2014/15           | 3. liga – sk. Střed    | 3      | 28 | 11 | 3 | 14 | 40 | 53 | −13 | 36 | 9.     |
| 2015/16           | 5. liga SsFZ – sk. C   | 5      | 26 | 17 | 5 | 4  | 74 | 32 | +42 | 56 | 2.     |
| 2016/17           | 4. liga SsFZ – sk. Jih | 4      | 26 | 12 | 5 | 9  | 55 | 38 | +17 | 41 | 4.     |
| 2017/18           | 4. liga SsFZ – sk. Jih | 4      | 26 |    |   |    |    |    |     |    |        |

Poznámky:
- 2014/15: Odstoupení ze soutěže po ukončení ročníku, klub se poté přihlásil pouze do páté ligy SsFZ.[6]